# Tifoid
Tifoidna groznica, takođe jednostavno poznata kao tifoid ili trbušni tifus, je bakterijska infekcija uzrokovana specifičnim vrstom bakterija Salmonella enterica, takođe zvanim Salmonella Typhi, koje uzrokuju simptome tifusa. Simptomi mogu da variraju od veoma blagih do jakih i obično se javljaju šest to tridest dana nakon izlaganja. Često dolazi do postepenog početka jake groznice tokom nekoliko dana. Ovo je obično praćeno slabošću, abdomenalnim bolom, konstipacijom, glavoboljom, i blagim povraćanjem. Neki ljudi razvijaju osip kože sa ružičasto obojenim mrljama. U teškim slučajevima ljudi mogu doživeti konfuziju. Bez tretmana, simptomi mogu da traju nedeljama ili mesecima. Dijareja nije uobičajena. Drugi ljudi mogu da nose bakteriju bez zdravstvenih posledica; međutim, oni još uvek mogu da prenose bolest na druge. Tifoidna groznica je tip enterične groznice, zajedno sa paratifusnom groznicom. Smatra se da Salmonella enterica Typhi inficira i da se replikuje samo kod ljudi.
Uzročnik je bakterija Salmonella enterica subsp. enterica serovar Typhi koja raste u crevima, agregiranim limfnim čvorovima, mezenteričnim limfnim čvorovima, slezini, jetri, žučnoj kesi, koštanoj srži i krvi. Tifoid se širi tako što se jede ili pije hrana ili voda kontaminirana fekalijama inficirane osobe. Faktori rizika uključuju lošu sanitaciju i lošu higijenu. Oni koji putuju u zemlje u razvoju takođe su u opasnosti. Samo ljudi mogu biti zaraženi; ne postoje poznati rezervoari za životinje. Salmonella Typhi koja izaziva tifusnu groznicu razlikuje se od drugih bakterija salmonele koje obično izazivaju salmonelozu, uobičajenu vrstu trovanja hranom. Simptomi su slični simptomima mnogih drugih zaraznih bolesti.
Dijagnoza je bilo kultivacijom bakterija ili detekcija bakterijske DNK u krvi, stolici, koštanoj srži ili detekcija imunološkog odgovora na patogen iz uzoraka krvi. Kultivisanje bakterije može da bude teško. Testiranje koštane moždine je najpreciznije. Nedavno su novi napreci u prikupljanju i analizi podataka velikih razmera omogućili istraživačima da razviju bolju dijagnostiku, kao što je otkrivanje promenljivih količina malih molekula u krvi koji mogu specifično ukazivati na tifusnu groznicu. Dijagnostički alati u regionima u kojima je tifus najzastupljeniji su prilično ograničeni u svojoj tačnosti i specifičnosti, a vreme potrebno za pravilnu dijagnozu, sve veće širenje rezistencije na antibiotike i troškovi testiranja takođe predstavljaju poteškoće za zdravstvene sisteme koji nemaju dovoljno resursa.
Tifoidna vakcina može da spreči oko 40% do 90% slučajeva tokom prve dve godine. Vakcina može imati određeni efekat do sedam godina. Ona se preporučuje osobama sa visokim rizikom ili osobama koje putuju u područja u kojima je bolest česta. Drugi napori da se spreči bolest uključuju obezbeđivanje čiste vode za piće, dobre sanitacije, i pranje ruku. Dok se ne potvrdi da je infekcija date osobe očišćena, ta osova ne treba da priprema hranu za druge. Bolest se tretira sa antibioticima kao što su azitromicin, fluorohinoloni ili treća generacija cefalosporina. Rezistencija na ove antibiotike se razvija, što otežava lečenje bolesti.
Godine 2015. bilo je 12,5 miliona novih slučajeva širom sveta. Bolest je najčešća u Indiji. Deca su najčešće pogođena. Stope bolesti su se smanjile u razvijenom svetu tokom 1940-ih kao rezultat poboljšane sanitacije i upotrebe antibiotika za lečenje bolesti. Svake godine u Sjedinjenim Državama biva prijavljeno oko 400 slučajeva i procenjuje se da bolest pogađa oko 6.000 ljudi. Godine 2015, ova bolest je dovela do oko 149.000 smrtnih slučajeva širom sveta – što je smanjenje sa 181.000 iz 1990. godine (oko 0,3% globalnog totala). Rizik od smrti može biti i do 20% bez tretmana. Sa tretmanom, rizik je između 1 i 4%.
Tifus je različita bolest. Zbog sličnih simptoma, nisu prepoznate kao različite bolesti sve do 1800-ih. Naziv tifoidna znači „podseća na tifus” usled sličnosti simptoma.

## Znaci i simptomi
Klasično se progresija netretirane fifoidne groznice deli u četiri zasebna stupnja, svaki od kojih traje oko nedelju dana. Tokom tih stupnjeva, pacijent postaje malaksao i iscrpljen.
- U prvoj nedelji, telesna temperatura polako raste, i zapažaju se fluktuacije groznice sa relativnom bradikardijom (Fagetov znak), slabošću, glavoboljom, i kašljom. Krvarenje iz nosa (epistaksa) je uočeno kod četvrtine slučajeva, a isto tako je moguć abdomenalni bol. Smanjenje broja cirkulišućih belih krvnih zrnaca (leukopenija) javlja se sa eozinopenijom i relativnom limfocitozom; krvne kulture su pozitivne za Salmonella enterica podvrstu enterica ili S. paratyphi. Vidalov test je obično negativan prve nedelje.[24]
- U drugoj nedelji, osoba je obično suviše umorna da ustane, sa visokom groznicom od oko 40 °C (104 °F) i bradikardijom (sfigmotermička disocijacija ili Fagetov znak), klasično sa talasom dikrotičnog pulsa. Može se javiti delirijum, pri čemu je pacijent obično miran, mada ponekad može da postane uznemiren. Ovaj delirijum je doveo do toga da je tifoid nazvan „nervnom groznicom”. Ružičaste mrlje se javljaju na donjem delu grudi i abdomenu kod oko trećine pacijenata. Krkljanje (krkljajući zvukovi pri disanju) se može čuti pri dnu pluća. Abdomen je naduven i bolan u desnom donjem kvadrantu, gde se može čuti krkljajući zvuk. U ovom stupnju može se javiti dijareja, mada je konstipacija isto tako česta. Slezena i jetra su povećane (hepatosplenomegalija) i osetljive, i nivoi jetrene transaminaze su povećani. Vidalov test je veoma jako pozitivan, sa antiO i antiH antitelima. Krvne kulture su ponekad još uvek pozitivne u ovom stupnju. Glavni simptom ove groznice je da se groznica obično pogoršava tokom poslepodneva tokom prve i druge nedelje.
- U trećoj nedelji tifoidne groznice se javljaju brojne komplikacije:
  - Krvarenje u digestivnom traktu usled krvarenja u zagušenim agregiranim limfnim čvorovima; ovo može da bude veoma ozbiljno, mada obično nije fatalno.
  - Intestinalna perforacija u distalnom ileumu: ovo je veoma ozbiljna komplikacija i često je fatalna. Do toga može doći bez alarmnih simtoma sve dok ne dođe do sepse ili difuzbnog peritonitisa.
  - Encefalitis
  - Respiratorne bolesti kao što je pneumonija i akutni bronhitis
  - Neuropsihijatrijski simptomi (opisani kao „mrmljajući delirijum” ili „komatozno bdenje”), sa hvatanjem posteljine ili imaginarnih objekata.
  - Metastatički apscesi, holecistitis, endokarditis, i osteitis
  - Groznica je još uvek veoma jaka i malo osciluje tokom 24 sata. Dolazi do dehidracije, i pacijent postaje deliričan (tifoidno stanje). Jedna trećina obolelih osoba razvija makularni osip na trupu.
  - Broj trombocita polako pada i povećava se rizik od krvarenja.
- Do kraja treće nedelje, groznica počinje da opada.

## Uzroci

### Bakterija
Gram-negativna bakterija koja izaziva tifusnu groznicu je Salmonella enterica subsp. enterica serovar Typhi. Na osnovu šeme MLST podtipova, dva glavna tipa sekvence S. Typhi su ST1 i ST2, koji su široko rasprostranjeni širom sveta. Globalna filogeografska analiza pokazala je dominaciju haplotipa 58 (H58), koji je verovatno nastao u Indiji tokom kasnih 1980-ih i sada se širi svetom sa rezistencijom na više lekova. Detaljnija šema genotipizacije prijavljena je 2016. godine i sada se široko koristi. Ova šema je reklasifikovala nomenklaturu H58 u genotip 4.3.1.

### Prenošenje
Za razliku od drugih sojeva Salmonella, nisu poznati životinjski prenosioci tifoida. Ljudi su jedini poznati nosioci ove bakterije. S. enterica subsp. enterica serovar Typhi se širi fekalno-oralnim putem od ljudi koji su zaraženi i od asimptomatskih nosilaca bakterije. Asimptomatski ljudski nosilac je neko ko još uvek izlučuje tifoidnu bakteriju stolicom godinu dana nakon akutnog stadijuma infekcije.

## Dijagnoza
Dijagnoza se postavlja bilo kojom kulturom krvi, koštane srži ili stolice i Vidalovim testom (demonstracija antitela protiv 'Salmonella antigena, O-somatskih i H-flagelarnih). Tokom epidemija i u manje imućnim zemljama, nakon isključivanja malarije, dizenterije ili upale pluća, terapijsko ispitivanje sa hloramfenikolom se generalno sprovodi dok se čekaju rezultati Vidalovog testa i kultura krvi i stolice.

### Vidalov test
Vidalov test se koristi za identifikaciju specifičnih antitela u serumu ljudi sa tifoidom korišćenjem interakcija antigena i antitela.
U ovom testu, serum se meša sa mrtvom bakterijskom suspenzijom salmonele sa specifičnim antigenima. Ako pacijentov serum sadrži antitela protiv tih antigena, oni se vezuju za njih, formirajući grudvice. Ako ne dođe do nakupljanja, test je negativan. Vidalov test je dugotrajan i sklon je značajnim lažno pozitivnim rezultatima. Takođe može biti lažno negativan kod nedavno zaraženih ljudi. Ali za razliku od Tifidot testa, Vidalov test kvantifikuje uzorak razblaženjima.

### Brzi dijagnostički testovi
Brzi dijagnostički testovi kao što su Tubeks, Tifidot i Test-It pokazali su umerenu dijagnostičku tačnost.

#### Tifidot
Tifidot se zasniva na prisustvu specifičnih IgM i IgG antitela na specifični 50Kd OMP antigen. Ovaj test se sprovodi na membrani od celuloznog nitrata gde je specifičan protein spoljašnje membrane S. typhi vezan kao fiksne test linije. Njime se odvojeno identifikuju IgM i IgG antitela. IgM pokazuje nedavnu infekciju; IgG označava slabiju infekciju.
Jastučić za uzorke ovog kompleta sadrži koloidno zlatni-anti-humani IgG ili zlato-anti-humani IgM. Ako uzorak sadrži IgG i IgM antitela protiv tih antigena, ona će reagovati i test postaje crven. Test na tifidot postaje pozitivan u roku od 2-3 dana od infekcije.
Dve obojene trake ukazuju na pozitivan test. Jedna kontrolna traka ukazuje na negativan test. Pojedinačna prva fiksna linija ili nikakav opseg ukazuje na nevažeći test. Najveće ograničenje tifidota je to što nije kvantitativan, već je samo pozitivan ili negativan.

#### Tubeks test
Tubeks test sadrži dve vrste čestica: smeđe magnetne čestice obložene antigenom i plave indikatorske čestice obložene O9 antitelom. Tokom testa, ako su antitela prisutna u serumu, ona će se vezati za smeđe magnetne čestice i taložiti se na bazi, dok plave indikatorske čestice ostaju u rastvoru, stvarajući plavu boju, što znači da je test pozitivan.
Ako serum nema antitelo u sebi, plave čestice se vezuju za smeđe čestice i talože se na dnu, stvarajući bezbojni rastvor, što znači da je test negativan.

## Prevencija
Sanitacija i higijena su važni za prevenciju tifoida. On se može širiti samo u sredinama gde ljudski izmet može doći u kontakt sa hranom ili vodom za piće. Pažljiva priprema hrane i pranje ruku su ključni za sprečavanje tifoida. Industrijalizacija je u velikoj meri doprinela eliminaciji tifoidne groznice, pošto je eliminisala opasnosti po javno zdravlje povezanu sa zadržanjem konjskog stajnjaka na javnim ulicama, što je dovodilo do velikog broja muva, koje su prenosioci mnogih patogena, uključujući Salmonella spp. Prema statističkim podacima američkih Centara za kontrolu i prevenciju bolesti, hlorisanje vode za piće dovelo je do dramatičnog smanjenja prenosa tifoidne groznice.

### Vakcinacija
Dve vakcine protiv tifoida su licencirane za upotrebu za prevenciju ove bolesti: živa, oralna Ty21a vakcina (koja se prodaje kao Vivotif od strane Krusel Švajcarska AG) i tifoidna polisaharidna vakcina u vidu injekcije (koja se prodaje kao Typhim Vi od strane Sanofi Pastera i Typherix preduzeća GlaxoSmithKline) . Obe su efikasne i preporučuju se putnicima u oblastima gde je tifoid endemičan. Pojačivačke doze se preporučuju svakih pet godina za oralnu vakcinu i svake dve godine za injekciju. Starija vakcina sa mrtvim celim ćelijama se i dalje koristi u zemljama u kojima noviji preparati nisu dostupni, ali se ova vakcina više ne preporučuje za upotrebu jer ima više neželjenih efekata (uglavnom bol i zapaljenje na mestu injekcije).
Da bi pomogla u smanjenju stope tifoidne groznice u zemljama u razvoju, Svetska zdravstvena organizacija (SZO) je odobrila upotrebu programa vakcinacije počevši od 1999. godine. Vakcinacija se pokazala efikasnom u kontroli izbijanja u oblastima sa visokom incidencijom, a takođe je veoma isplativa: cene su obično manje od 1 USD po dozi. Pošto je cena niska, zajednice pogođene siromaštvom su spremnije da iskoriste prednosti vakcinacije. Iako su se programi vakcinacije protiv tifoida pokazali efikasnim, oni sami ne mogu eliminisati tifoidnu groznicu.[ Kombinovanje vakcina sa naporima javnog zdravlja je jedini dokazani način kontrole ove bolesti.
Od 1990-ih, SZO je preporučila dve vakcine protiv tifoida. ViPS vakcina se daje injekcijom, a Ty21a kapsulama. Vakcinacija ViPS vakcinom se preporučuje samo osobama starijim od dve godine. Ona zahteva revakcinaciju posle 2-3 godine, i njena efikasnost je 55%-72%. Vakcina Ty21a se preporučuje za osobe od pet i više godina, traje 5-7 godina i ima efikasnost od 51%-67%. Dve vakcine su se pokazale bezbednim i efikasnim za epidemijsku kontrolu bolesti u više regiona.
Dostupna je i verzija vakcine u kombinaciji sa vakcinom protiv hepatitisa A.
Rezultati faze 3 ispitivanja konjugovane vakcine protiv tifoida (TCV) u decembru 2019. prijavili su 81% manje slučajeva među decom.

## Literatura
- Magill, Alan J. tropical medicine and emerging infectious diseases (2013). Hunter's (9th изд.). London: Saunders/Elsevier. стр. 568—572. ISBN 9781455740437. Архивирано из оригинала 28. 2. 2017. г.
- Newton, Anna E. health information for international travel 2014 : the yellow book (2014). „3 Infectious Diseases Related To Travel”. CDC. ISBN 9780199948499. Архивирано из оригинала 2. 7. 2015. г.
- C, Easmon (1. 4. 2005). „Typhoid fever and paratyphoid fever”. Travel Health. Архивирано из оригинала 13. 10. 2008. г. Приступљено 5. 10. 2008.
- NG, Harrison. „Walter Reed and Typhoid Fever, 1897–1911”. University of Virginia. Архивирано из оригинала 8. 9. 2009. г. Приступљено 5. 10. 2008.
- Nicolson, Stuart (26. 6. 2008). „Typhoid left city (Aberdeen) 'under siege'”. BBC News. Приступљено 5. 10. 2008.
- O'Hara C (26. 1. 2006). „Typhoid Fever Led To The Fall Of Athens”. Elsevier. Архивирано из оригинала 30. 11. 2008. г. Приступљено 5. 10. 2008.

## Spoljašnje veze
- CDC Disease Info typhoid_fever

|  | Molimo Vas, obratite pažnju na važno upozorenje u vezi sa temama iz oblasti medicine (zdravlja). |